# Cassistrellus dimissus
Cassistrellus dimissus (Thomas, 1916) è un pipistrello della famiglia dei Vespertilionidi endemico del Nepal e della Thailandia.

## Descrizione

### Dimensioni
Pipistrello di piccole dimensioni, con la lunghezza della testa e del corpo tra 57 e 59 mm, la lunghezza dell'avambraccio tra 38 e 42 mm, la lunghezza della coda tra 36 e 41 mm, la lunghezza del piede tra 8 e 10 mm, la lunghezza delle orecchie tra 14 e 15,5 mm.

### Aspetto
La pelliccia è corta e si estende fino alla base dell'uropatagio. Le parti dorsali sono castane con la base più chiara e talvolta cosparse di peli con la punta giallo-brunastra, mentre le parti ventrali sono marroni chiare. Il muso è molto largo, con la pelle sulla testa raggrinzita, che forma spesso delle pieghe cutanee tra le orecchie, le quali sono corte, strette, triangolari, con l'estremità arrotondata e l'antitrago basso. Il trago è corto, largo, leggermente angolato in avanti e lievemente ispessito. Le ali sono attaccate posteriormente a metà dei metatarsi. La punta della lunga coda si estende leggermente oltre l'ampio uropatagio. Il calcar è carenato.

## Biologia

### Alimentazione
Si nutre di insetti.

## Distribuzione e habitat
Questa specie è conosciuta soltanto in una località della Thailandia peninsulare e nelle vicinanze del Royal Chitwan National Park, nel Nepal meridionale.

## Conservazione
La IUCN Red List, considerato che questa specie è conosciuta soltanto in due località attraverso pochi individui e ci sono poche informazioni circa l'areale, le minacce, lo stato della popolazione e i requisiti ecologici, classifica C.dimissus come specie con dati insufficienti (DD).